# Robigalia
Robigalia – dawniejsze rzymskie święto ku czci bóstw Robigo i Robigusa obchodzone 25 kwietnia.
Według tradycji ustanowione przez Numę Pompiliusza. Robigo był uważany przez Rzymian za bóstwo odpowiedzialne za zabezpieczenie plonów przed rdzą zbożową.
Podczas Robigaliów orszak wiernych udawał się do świętego gaju, gdzie flamen Quirinalis składał ofiarę z rudego psa i owcy. Następnie urządzano wyścigi na cześć bóstwa.